# Liga de Campeones de la CAF 2022-23
La Liga de Campeones de la CAF 2022-23, llamada Total CAF Champions League 2022-23 por razones de patrocinio; fue la 59.ª edición del torneo de fútbol a nivel de clubes más importante de África organizado por la Confederación Africana de Fútbol y la 27.ª edición bajo el formato de Liga de Campeones de la CAF.
A diferencia de las tres temporadas previas, la final de esta edición se disputó en partidos de ida y vuelta por decisión de la CAF en la reunión de su comité ejecutivo el 3 de julio en Rabat, producto de una queja formal presentada por Al-Ahly a la confederación por la elección del estadio Mohammed V de Casablanca como sede de la final de 2022: a pesar de la intención de que la final se jugase en un recinto neutral, el partido definitorio de dicha edición se jugó en el estadio donde su rival, el Wydad AC, ejercía su localía.
El ganador de esta competición fue el Al-Ahly de Egipto, consiguiendo su título 11 del torneo y reafirmándose como el club más ganador de África. Enfrentará al USM Alger, campeón de la Copa Confederación de la CAF 2022-23, en la Supercopa de la CAF 2023 y además clasificó a la Copa Mundial de Clubes de la FIFA 2023.

## Participantes
Participan 58 equipos de 46 federaciones que cumplen con la licencia exigida. Los equipos que aparecen en negrita avanzaron directamente a la segunda ronda.
| Asociaciones que clasificaron a dos equipos (Puestos 1–12) | Asociaciones que clasificaron a dos equipos (Puestos 1–12) | Asociaciones que clasificaron a dos equipos (Puestos 1–12)              |
| Asociación                                                 | Equipo                                                     | Método de clasificación                                                 |
| ---------------------------------------------------------- | ---------------------------------------------------------- | ----------------------------------------------------------------------- |
| Marruecos (1.º) - 194 pts.                                 | Wydad CasablancaCV                                         | Campeón de la Botola 2021-22                                            |
| Marruecos (1.º) - 194 pts.                                 | Raja Casablanca                                            | Subcampeón de la Botola 2021-22                                         |
| Egipto (2.º) - 176 pts.                                    | Zamalek                                                    | Campeón de la Liga Premier de Egipto 2021-22                            |
| Egipto (2.º) - 176 pts.                                    | Al-Ahly                                                    | 3.º de la Liga Premier de Egipto 2021-22                                |
| Argelia (3.º) - 115 pts.                                   | Belouizdad                                                 | Campeón del Campeonato Nacional de Argelia 2021-22                      |
| Argelia (3.º) - 115 pts.                                   | Kabylie                                                    | Subcampeón del Campeonato Nacional de Argelia 2021-22                   |
| Túnez (4.º) - 113 pts.                                     | Espérance de Tunis                                         | Campeón de la Liga Profesional de Túnez 2021-22                         |
| Túnez (4.º) - 113 pts.                                     | Monastir                                                   | Subcampeón de la Liga Profesional de Túnez 2021-22                      |
| Sudáfrica (5.º) - 109.5 pts.                               | Mamelodi Sundowns                                          | Campeón de la Premier Soccer League 2021-22                             |
| Sudáfrica (5.º) - 109.5 pts.                               | Cape Town City                                             | Subcampeón de la Premier Soccer League 2021-22                          |
| República Democrática del Congo (6.º) - 63 pts.            | TP Mazembe                                                 | Campeón de la Linafoot 2021-22                                          |
| República Democrática del Congo (6.º) - 63 pts.            | Vita Club                                                  | Subcampeón de la Linafoot 2021-22                                       |
| Angola (7.º) - 46 pts.                                     | Petro de Luanda                                            | Campeón de la Girabola 2021-22                                          |
| Angola (7.º) - 46 pts.                                     | Primero de Agosto                                          | Subcampeón de la Girabola 2021-22                                       |
| Sudán (8.º) - 33.5 pts.                                    | Al-Hilal                                                   | Campeón de la Primera División de Sudán 2022                            |
| Sudán (8.º) - 33.5 pts.                                    | Al-Merrikh                                                 | Subcampeón de la Primera División de Sudán 2022                         |
| Libia (9.º) - 33 pts.                                      | Al-Ittihad                                                 | Campeón de la Liga Premier de Libia 2021-22                             |
| Libia (9.º) - 33 pts.                                      | Al-Ahli Trípoli                                            | Subcampeón de la Liga Premier de Libia 2021-22                          |
| Guinea (10.º) - 31 pts.                                    | Horoya                                                     | Campeón del Campeonato Nacional de Guinea 2021-22                       |
| Guinea (10.º) - 31 pts.                                    | Académie Soar                                              | Subcampeón del Campeonato Nacional de Guinea 2021-22                    |
| Tanzania (11.º) - 30.5 pts.                                | Young Africans                                             | Campeón de la Liga tanzana de fútbol 2021-22                            |
| Tanzania (11.º) - 30.5 pts.                                | Simba                                                      | Subcampeón de la Liga tanzana de fútbol 2021-22                         |
| Nigeria (12.º) - 26 pts.                                   | Rivers United                                              | Campeón de la Liga Premier de Nigeria 2021-22                           |
| Nigeria (12.º) - 26 pts.                                   | Plateau United                                             | Subcampeón de la Liga Premier de Nigeria 2021-22                        |
| Asociaciones que clasificaron a un equipo                  |                                                            |                                                                         |
| Asociación                                                 | Equipo                                                     | Método de clasificación                                                 |
| Zambia (13.º) - 24.5 pts.                                  | Red Arrows                                                 | Campeón de la Primera División de Zambia 2021-22                        |
| Camerún (14.º) - 14.5 pts.                                 | Coton Sport de Garoua                                      | Campeón de la Primera División de Camerún 2021-22                       |
| Senegal (15.º) - 12 pts.                                   | Casa Sports                                                | Campeón de la Liga senegalesa de fútbol 2021-22                         |
| Costa de Marfil (16.º) - 10.5 pts.                         | ASEC Mimosas                                               | Campeón de la Primera División de Costa de Marfil 2021-22               |
| República del Congo (17.º) - 8 pts.                        | AS Otôho                                                   | Campeón de la Primera División del Congo 2021-22                        |
| Botsuana (18.º) - 6 pts.                                   | Gaborone United                                            | Campeón de la Liga Premier de Botsuana 2021-22                          |
| Suazilandia (21.º) - 3.5 pts.                              | Royal Leopards                                             | Campeón de la MTN Premier League 2021-22                                |
| Mali (21.º) - 3.5 pts.                                     | Djoliba AC                                                 | Campeón de la Primera División de Malí 2021-22                          |
| Burkina Faso (23.º) - 3 pts.                               | Rail Club du Kadiogo                                       | Campeón de la Liga Premier de Burkina Faso 2021-22                      |
| Níger (24.º) - 2.5 pts.                                    | AS NIGELEC                                                 | Campeón de la Primera División de Níger 2021-22                         |
| Ghana (24.º) - 2.5 pts.                                    | Asante Kotoko                                              | Campeón de la Liga de fútbol de Ghana 2021-22                           |
| Ruanda (26.º) - 2 pts.                                     | APR                                                        | Campeón de la Primera División de Ruanda 2021-22                        |
| Uganda (26.º) - 2 pts.                                     | Vipers                                                     | Campeón de la Liga Premier de Uganda 2021-22                            |
| Mauritania (28.º) - 1.5 pts.                               | Nouadhibou                                                 | Campeón de la Ligue 1 Mauritania 2021-22                                |
| Benín (28.º) - 1.5 pts.                                    | Coton Sport                                                | Campeón de la Premier League de Benín 2021-22                           |
| Mozambique (30.º) - 1 pt.                                  | Black Bulls                                                | Campeón de Moçambola 2021                                               |
| Togo (30.º) - 1 pt.                                        | ASKO Kara                                                  | Campeón de la Campeonato nacional de Togo 2021-22                       |
| Etiopía                                                    | Saint-George SA                                            | Campeón de la Liga etíope de fútbol 2021-22                             |
| Gabón                                                      | Stade Mandji                                               | Campeón de la Primera División de Gabón 2021-22                         |
| Burundi                                                    | Flambeau du Centre                                         | Campeón de la Primera División de Burundi 2021-22                       |
| Chad                                                       | Elect-Sport FC                                             | Campeón de la Primera División de Chad 2021-22                          |
| Comoras                                                    | Volcan Club                                                | Campeón de la Primera División de las Comoras 2021-22                   |
| Yibuti                                                     | Arta/Solar7                                                | Campeón de la Primera División de Yibuti 2021-22                        |
| Guinea Ecuatorial                                          | Deportivo Mongomo                                          | Campeón de la Primera División de Guinea Ecuatorial 2021-22             |
| República Centroafricana                                   | Olympic Real de Bangui                                     | Campeón del Campeonato de fútbol de la República Centroafricana 2021-22 |
| Gambia                                                     | Hawks                                                      | Campeón de la Liga de fútbol de Gambia 2021-22                          |
| Lesoto                                                     | Matlama FC                                                 | Campeón de la Primera División de Lesoto 2021-22                        |
| Liberia                                                    | Watanga                                                    | Campeón de la Primera División de Liberia 2021-22                       |
| Madagascar                                                 | CFFA                                                       | Ganador del Campeonato malgache de fútbol 2021-22                       |
| Malaui                                                     | Nyasa Big Bullets                                          | Campeón de la Super Liga de Malaui 2021-22                              |
| Seychelles                                                 | La Passe FC                                                | Ganador del Campeonato seychelense de fútbol 2022                       |
| Sierra Leona                                               | Bo Rangers FC                                              | Campeón de la Liga Premier de Sierra Leona 2021-22                      |
| Sudán del Sur                                              | Zalan FC                                                   | Campeón de la Liga Premier de Sudán del Sur 2021-22                     |
| Zanzíbar                                                   | KMKM                                                       | Campeón de la Primera División de Zanzíbar 2021-22                      |

Asociaciones que no participaron de esta edición
- Eritrea
- Cabo Verde
- Guinea-Bisáu
- Kenia
- Namibia
- Mauricio
- Santo Tomé y Príncipe
- Somalia
- Reunión
- Zimbabue

## Calendario
El calendario de la competencia fue confirmado por la CAF.
| Fase              | Ronda            | Fecha de sorteo         | Partido de ida                 | Partido de vuelta              |
| ----------------- | ---------------- | ----------------------- | ------------------------------ | ------------------------------ |
| Clasificatoria    | 1.ª ronda        | 9 de agosto de 2022     | 9-11 de septiembre de 2022     | 16-18 de septiembre de 2022    |
| Clasificatoria    | 2.ª ronda        | 9 de agosto de 2022     | 7-9 de octubre de 2022         | 14-16 de octubre de 2022       |
| Fase de grupos    | Fecha 1          | 12 de diciembre de 2022 | 10-11 de febrero de 2023       | 10-11 de febrero de 2023       |
| Fase de grupos    | Fecha 2          | 12 de diciembre de 2022 | 17-18 de febrero de 2023       | 17-18 de febrero de 2023       |
| Fase de grupos    | Fecha 3          | 12 de diciembre de 2022 | 24-25 de febrero de 2023       | 24-25 de febrero de 2023       |
| Fase de grupos    | Fecha 4          | 12 de diciembre de 2022 | 7-11 de marzo de 2023          | 7-11 de marzo de 2023          |
| Fase de grupos    | Fecha 5          | 12 de diciembre de 2022 | 17-18 de marzo de 2023         | 17-18 de marzo de 2023         |
| Fase de grupos    | Fecha 6          | 12 de diciembre de 2022 | 31 de marzo-1 de abril de 2023 | 31 de marzo-1 de abril de 2023 |
| Fase eliminatoria | Cuartos de final | 5 de abril de 2023      | 21-22 de abril de 2023         | 28-29 de abril de 2023         |
| Fase eliminatoria | Semifinales      | 5 de abril de 2023      | 12-13 de mayo de 2023          | 19-20 de mayo de 2023          |
| Fase eliminatoria | Final            | 5 de abril de 2023      | 4 de junio de 2023             | 11 de junio de 2023            |

## Fase de clasificación
El sorteo de las eliminatorias se celebró el 9 de agosto de 2022 en la sede de la CAF en El Cairo, Egipto. En las rondas de clasificación, cada eliminatoria se juega en ida y vuelta a doble partido. Si el resultado global está empatado después del partido de vuelta, se aplica la regla del gol de visitante y, si sigue empatado, no se juega tiempo extra y una tanda de penales se utiliza para determinar el ganador (Reglamentos III. 13 y 14).

### Primera ronda
Los partidos de ida se jugaron entre el 9 y 18 de septiembre, la vuelta fue entre el 16 y 25 de septiembre de 2022.
| Equipo 1               | Agr.         | Equipo 2          | Ida | Vuelta |
| ---------------------- | ------------ | ----------------- | --- | ------ |
| Rivers United          | 3–1          | Watanga           | 3–0 | 0–1    |
| Stade Mandji           | 2–3          | Plateau United    | 2–2 | 0–1    |
| Nigelec                | 2–1          | Académie Soar     | 2–1 | 0–0    |
| APR                    | 1–3          | Monastir          | 1–0 | 0–3    |
| Olympic Real de Bangui | 0–4          | Vipers            | 0–3 | 0–1    |
| Volcan Club            | w/o          | La Passe          | 1–0 | —      |
| Coton Sport Benín      | 1–4          | Mimosas           | 1–2 | 0–2    |
| Hawks                  | w/o          | Horoya            | —   | —      |
| ASKO Kara              | 2–1          | Nouadhibou        | 1–1 | 1–0    |
| Casa Sports            | 1–3          | Kabylie           | 1–0 | 0–3    |
| Deportivo Mongomo      | 2–5          | Djoliba           | 2–0 | 0–5    |
| Bo Rangers             | 0–3          | Belouizdad        | 0–0 | 0–3    |
| Zalan                  | 0–9          | Young Africans    | 0–4 | 0–5    |
| Saint-George           | 2–2 (v.)     | Al-Hilal          | 2–1 | 0–1    |
| Arta/Solar7            | 1–2          | Al-Merreikh       | 1–2 | 0–0    |
| KMKM                   | 0–6          | Al-Ahli           | 0–2 | 0–4    |
| Flambeau du Centre     | 2–2 (v.)     | Al-Ittihad        | 1–0 | 1–2    |
| Elect-Sport            | 0–4          | Zamalek           | 0–2 | 0–2    |
| Cape Town City         | 2–0          | Otôho             | 2–0 | 0–0    |
| Black Bulls            | 1–5          | Petro de Luanda   | 0–3 | 1–2    |
| Red Arrows             | 1–2          | Primero de Agosto | 0–1 | 1–1    |
| Nyasa Big Bullets      | 0–4          | Simba             | 0–2 | 0–2    |
| CFFA                   | 3–5          | Royal Leopards    | 2–3 | 1–2    |
| Matlama                | 0–4          | Coton Sport Garua | 0–3 | 0–1    |
| Rail Club du Kadiogo   | 1–1 (3–1 p.) | Asante Kotoko     | 0–1 | 1–0    |
| Gaborone United        | 2–3          | Vita Club         | 1–0 | 1–3    |

1. ↑  La Passe ganó por walkover debido a que Volcan Club no se presentó al partido de vuelta.[12]
2. ↑  Hawks abandonó el torneo por dificultades financieras.[13]

### Segunda ronda
Esta fase la formaron 32 equipos, 6 clasificados directamente y 26 ganadores de la Primera ronda. Los partidos de ida se jugaron entre el 7 y 16 de octubre, la vuelta fue entre el 14 y 20 de octubre de 2022. Los 16 equipos que ganaron sus respectivas llaves avanzaron a la Fase de grupos.
| Equipo 1             | Agr.         | Equipo 2           | Ida | Vuelta |
| -------------------- | ------------ | ------------------ | --- | ------ |
| Rivers United        | 2–7          | Wydad Casablanca   | 2–1 | 0–6    |
| Plateau United       | 2–2 (v.)     | Espérance de Tunis | 2–1 | 0–1    |
| Nigelec              | 0–3          | Raja Casablanca    | 0–2 | 0–1    |
| Monastir             | 0–4          | Al-Ahly            | 0–1 | 0–3    |
| Vipers               | 0–0 (4–2 p.) | Mazembe            | 0–0 | 0–0    |
| La Passe             | 1–15         | Mamelodi Sundowns  | 0–7 | 1–8    |
| Mimosas              | 1–2          | Horoya             | 0–1 | 1–1    |
| ASKO Kara            | 2–3          | Kabylie            | 1–2 | 1–1    |
| Djoliba              | 2–3          | Belouizdad         | 2–1 | 0–2    |
| Young Africans       | 1–2          | Al-Hilal           | 1–1 | 0–1    |
| Al-Merreikh          | 3–3 (v.)     | Al-Ahli            | 2–0 | 1–3    |
| Flambeau du Centre   | 1–6          | Zamalek            | 0–1 | 1–5    |
| Cape Town City       | 0–4          | Petro de Luanda    | 0–3 | 0–1    |
| Primero de Agosto    | 1–4          | Simba              | 1–3 | 0–1    |
| Royal Leopards       | 2–3          | Coton Sport Garua  | 1–1 | 1–2    |
| Rail Club du Kadiogo | 0–0 (3–4 p.) | Vita Club          | 0–0 | 0–0    |

## Sorteo
El sorteo de la Fase de grupos se celebró el 12 de diciembre de 2022 a las 12:00 GMT (14:00 hora local, UTC+2), en la sede de la CAF en El Cairo, Egipto.
| Bombo   | Bombo 1                                                                                                   | Bombo 2                                                                                      | Bombo 3                                                                         | Bombo 4                                                                                    |
| ------- | --- | -------------------------------------------------------------------------------------------- | ------------------------------------------------------------------------------- | ------------------------------------------------------------------------------------------ |
| Equipos | - Al-Ahly (78 pts) - Wydad CasablancaCV (71 pts) - Espérance de Tunis (58 pts) - Raja Casablanca (54 pts) | - Mamelodi Sundowns (46 pts) - Zamalek (43 pts) - Petro de Luanda (31 pts) - Horoya (31 pts) | - Simba (28 pts) - Belouizdad (27 pts) - Kabylie (22 pts) - Al-Hilal (19.5 pts) | - Vita Club (17 pts) - Coton Sport Garua (14.5 pts) - Al-Merreikh (9 pts) - Vipers (0 pts) |

## Fase de grupos
Los equipos se clasifican de acuerdo con puntos (tres puntos por una victoria, un punto por un empate, cero puntos por una derrota). Si están empatados en puntos, los criterios de desempate se aplican en el siguiente orden (Regulaciones III. 20 y 21):
1. Puntos en partidos cara a cara entre equipos empatados;
2. Diferencia de goles en partidos cara a cara entre equipos empatados;
3. Goles anotados en partidos cara a cara entre equipos empatados;
4. Goles de visitante anotados en partidos cara a cara entre equipos empatados;
5. Si más de dos equipos están empatados, y después de aplicar todos los criterios en partidos cara a cara anteriores, un subconjunto de equipos todavía está empatado, todos los criterios en partidos cara a cara anteriores se vuelven a aplicar exclusivamente a este subconjunto de equipos;
6. Diferencia de goles en todos los partidos de grupo;
7. Goles anotados en todos los partidos del grupo;
8. Goles de visitante marcados en todos los partidos de grupo;
9. Sorteo.

### Grupo A
| Pos. | Equipo           | Pts. | PJ | G | E | P | GF | GC | Dif. | Clasificación    |     | WAC | KAB | PET | VIT |
| ---- | ---------------- | ---- | -- | - | - | - | -- | -- | ---- | ---------------- | --- | --- | --- | --- | --- |
| 1    | Wydad Casablanca | 13   | 6  | 4 | 1 | 1 | 7  | 1  | +6   | Cuartos de final |     | —   | 3–0 | 1–0 | 1–0 |
| 2    | Kabylie          | 10   | 6  | 3 | 1 | 2 | 4  | 5  | −1   | Cuartos de final |     | 1–0 | —   | 1–0 | 2–1 |
| 3    | Petro de Luanda  | 7    | 6  | 2 | 1 | 3 | 3  | 5  | −2   |                  |     | 0–2 | 0–0 | —   | 1–0 |
| 4    | Vita Club        | 4    | 6  | 1 | 1 | 4 | 3  | 6  | −3   |                  | 0–0 | 1–0 | 1–2 | —   |     |

 Fuente: CAF
| \| Fecha \| Estadio (Ciudad) \| Local \| Resultado \| Visitante \| \| ------------------------ \| ---------------------------------------- \| ---------------- \| --------- \| ---------------- \| \| 11 de febrero de 2023 \| Estadio 11 de Noviembre (Luanda) \| Petro de Luanda \| 0 – 0 \| Kabylie \| \| 3 de marzo de 2023[n. 1] \| Estadio Mohammed V (Casablanca) \| Wydad Casablanca \| 1 – 0 \| Vita Club \| \| 17 de febrero de 2023 \| Estadio 5 de julio de 1962 (Argel)[n. 2] \| Kabylie \| 1 – 0 \| Wydad Casablanca \| \| 18 de febrero de 2023 \| Estadio de los Mártires (Kinsasa) \| Vita Club \| 1 – 2 \| Petro de Luanda \| \| 24 de febrero de 2023 \| Estadio Mohammed V (Casablanca) \| Wydad Casablanca \| 1 – 0 \| Petro de Luanda \| \| 25 de febrero de 2023 \| Estadio de los Mártires (Kinsasa) \| Vita Club \| 1 – 0 \| Kabylie \| \| 11 de marzo de 2023 \| Estadio 5 de julio de 1962 (Argel)[n. 2] \| Kabylie \| 2 – 1 \| Vita Club \| \| 11 de marzo de 2023 \| Estadio 11 de Noviembre (Luanda) \| Petro de Luanda \| 0 – 2 \| Wydad Casablanca \| \| 18 de marzo de 2023 \| Estadio de los Mártires (Kinsasa) \| Vita Club \| 0 – 0 \| Wydad Casablanca \| \| 18 de marzo de 2023 \| Estadio 5 de julio de 1962 (Argel)[n. 2] \| Kabylie \| 1 – 0 \| Petro de Luanda \| \| 1 de abril de 2023 \| Estadio Mohammed V (Casablanca) \| Wydad Casablanca \| 3 – 0 \| Kabylie \| \| 1 de abril de 2023 \| Estadio 11 de Noviembre (Luanda) \| Petro de Luanda \| 1 – 0 \| Vita Club \| |                                    |                  |           |                  |
| Fecha | Estadio (Ciudad)                   | Local            | Resultado | Visitante        |
| 11 de febrero de 2023 | Estadio 11 de Noviembre (Luanda)   | Petro de Luanda  | 0 – 0     | Kabylie          |
| 3 de marzo de 2023 | Estadio Mohammed V (Casablanca)    | Wydad Casablanca | 1 – 0     | Vita Club        |
| 17 de febrero de 2023 | Estadio 5 de julio de 1962 (Argel) | Kabylie          | 1 – 0     | Wydad Casablanca |
| 18 de febrero de 2023 | Estadio de los Mártires (Kinsasa)  | Vita Club        | 1 – 2     | Petro de Luanda  |
| 24 de febrero de 2023 | Estadio Mohammed V (Casablanca)    | Wydad Casablanca | 1 – 0     | Petro de Luanda  |
| 25 de febrero de 2023 | Estadio de los Mártires (Kinsasa)  | Vita Club        | 1 – 0     | Kabylie          |
| 11 de marzo de 2023 | Estadio 5 de julio de 1962 (Argel) | Kabylie          | 2 – 1     | Vita Club        |
| 11 de marzo de 2023 | Estadio 11 de Noviembre (Luanda)   | Petro de Luanda  | 0 – 2     | Wydad Casablanca |
| 18 de marzo de 2023 | Estadio de los Mártires (Kinsasa)  | Vita Club        | 0 – 0     | Wydad Casablanca |
| 18 de marzo de 2023 | Estadio 5 de julio de 1962 (Argel) | Kabylie          | 1 – 0     | Petro de Luanda  |
| 1 de abril de 2023 | Estadio Mohammed V (Casablanca)    | Wydad Casablanca | 3 – 0     | Kabylie          |
| 1 de abril de 2023 | Estadio 11 de Noviembre (Luanda)   | Petro de Luanda  | 1 – 0     | Vita Club        |

### Grupo B
| Pos. | Equipo            | Pts. | PJ | G | E | P | GF | GC | Dif. | Clasificación    |     | MMS | AHL | HIL | COT |
| ---- | ----------------- | ---- | -- | - | - | - | -- | -- | ---- | ---------------- | --- | --- | --- | --- | --- |
| 1    | Mamelodi Sundowns | 14   | 6  | 4 | 2 | 0 | 14 | 7  | +7   | Cuartos de final |     | —   | 5–2 | 1–0 | 2–1 |
| 2    | Al-Ahly           | 10   | 6  | 3 | 1 | 2 | 14 | 8  | +6   | Cuartos de final |     | 2–2 | —   | 3–0 | 3–0 |
| 3    | Al-Hilal          | 10   | 6  | 3 | 1 | 2 | 6  | 6  | 0    |                  |     | 1–1 | 1–0 | —   | 2–0 |
| 4    | Coton Sport Garua | 0    | 6  | 0 | 0 | 6 | 3  | 16 | −13  |                  | 1–3 | 0–4 | 1–2 | —   |     |

 Fuente: CAF
Notas:
1. 1 2  Puntos en partidos directos: Al-Ahly 3, Al-Hilal 3. Diferencia de gol en partidos directos: Al-Ahly +2, Al-Hilal –2.

| \| Fecha \| Estadio (Ciudad) \| Local \| Resultado \| Visitante \| \| ------------------------ \| ---------------------------------- \| ----------------- \| --------- \| ----------------- \| \| 11 de febrero de 2023 \| Estadio Loftus Versfeld (Pretoria) \| Mamelodi Sundowns \| 1 – 0 \| Al-Hilal \| \| 4 de marzo de 2023[n. 3] \| Estadio Al-Salam (El Cairo) \| Al-Ahly \| 3 – 0 \| Coton Sport Garua \| \| 17 de febrero de 2023 \| Estadio Roumdé Adjia (Garua) \| Coton Sport Garua \| 1 – 3 \| Mamelodi Sundowns \| \| 18 de febrero de 2023 \| Estadio Al-Hilal (Omdurmán) \| Al-Hilal \| 1 – 0 \| Al-Ahly \| \| 24 de febrero de 2023 \| Estadio Roumdé Adjia (Garua) \| Coton Sport Garua \| 1 – 2 \| Al-Hilal \| \| 25 de febrero de 2023 \| Estadio Al-Salam (El Cairo) \| Al-Ahly \| 2 – 2 \| Mamelodi Sundowns \| \| 7 de marzo de 2023 \| Estadio Al-Hilal (Omdurmán) \| Al-Hilal \| 2 – 0 \| Coton Sport Garua \| \| 11 de marzo de 2023 \| Estadio Loftus Versfeld (Pretoria) \| Mamelodi Sundowns \| 5 – 2 \| Al-Ahly \| \| 17 de marzo de 2023 \| Estadio Roumdé Adjia (Garua) \| Coton Sport Garua \| 0 – 4 \| Al-Ahly \| \| 18 de marzo de 2023 \| Estadio Al-Hilal (Omdurmán) \| Al-Hilal \| 1 – 1 \| Mamelodi Sundowns \| \| 1 de abril de 2023 \| Estadio Al-Salam (El Cairo) \| Al-Ahly \| 3 – 0 \| Al-Hilal \| \| 1 de abril de 2023 \| Estadio Loftus Versfeld (Pretoria) \| Mamelodi Sundowns \| 2 – 1 \| Coton Sport Garua \| |                                    |                   |           |                   |
| Fecha | Estadio (Ciudad)                   | Local             | Resultado | Visitante         |
| 11 de febrero de 2023 | Estadio Loftus Versfeld (Pretoria) | Mamelodi Sundowns | 1 – 0     | Al-Hilal          |
| 4 de marzo de 2023 | Estadio Al-Salam (El Cairo)        | Al-Ahly           | 3 – 0     | Coton Sport Garua |
| 17 de febrero de 2023 | Estadio Roumdé Adjia (Garua)       | Coton Sport Garua | 1 – 3     | Mamelodi Sundowns |
| 18 de febrero de 2023 | Estadio Al-Hilal (Omdurmán)        | Al-Hilal          | 1 – 0     | Al-Ahly           |
| 24 de febrero de 2023 | Estadio Roumdé Adjia (Garua)       | Coton Sport Garua | 1 – 2     | Al-Hilal          |
| 25 de febrero de 2023 | Estadio Al-Salam (El Cairo)        | Al-Ahly           | 2 – 2     | Mamelodi Sundowns |
| 7 de marzo de 2023 | Estadio Al-Hilal (Omdurmán)        | Al-Hilal          | 2 – 0     | Coton Sport Garua |
| 11 de marzo de 2023 | Estadio Loftus Versfeld (Pretoria) | Mamelodi Sundowns | 5 – 2     | Al-Ahly           |
| 17 de marzo de 2023 | Estadio Roumdé Adjia (Garua)       | Coton Sport Garua | 0 – 4     | Al-Ahly           |
| 18 de marzo de 2023 | Estadio Al-Hilal (Omdurmán)        | Al-Hilal          | 1 – 1     | Mamelodi Sundowns |
| 1 de abril de 2023 | Estadio Al-Salam (El Cairo)        | Al-Ahly           | 3 – 0     | Al-Hilal          |
| 1 de abril de 2023 | Estadio Loftus Versfeld (Pretoria) | Mamelodi Sundowns | 2 – 1     | Coton Sport Garua |

### Grupo C
| Pos. | Equipo          | Pts. | PJ | G | E | P | GF | GC | Dif. | Clasificación    |     | RAC | SIM | HOR | VIP |
| ---- | --------------- | ---- | -- | - | - | - | -- | -- | ---- | ---------------- | --- | --- | --- | --- | --- |
| 1    | Raja Casablanca | 16   | 6  | 5 | 1 | 0 | 17 | 3  | +14  | Cuartos de final |     | —   | 3–1 | 2–0 | 5–0 |
| 2    | Simba           | 9    | 6  | 3 | 0 | 3 | 10 | 7  | +3   | Cuartos de final |     | 0–3 | —   | 7–0 | 1–0 |
| 3    | Horoya          | 7    | 6  | 2 | 1 | 3 | 4  | 12 | −8   |                  |     | 1–3 | 1–0 | —   | 2–0 |
| 4    | Vipers          | 2    | 6  | 0 | 2 | 4 | 1  | 10 | −9   |                  | 1–1 | 0–1 | 0–0 | —   |     |

 Fuente: CAF
| \| Fecha \| Estadio (Ciudad) \| Local \| Resultado \| Visitante \| \| --------------------- \| --------------------------------------- \| --------------- \| --------- \| --------------- \| \| 10 de febrero de 2023 \| Estadio Mohammed V (Casablanca) \| Raja Casablanca \| 5 – 0 \| Vipers \| \| 11 de febrero de 2023 \| Estadio Général Lansana Conté (Conakri) \| Horoya \| 1 – 0 \| Simba \| \| 18 de febrero de 2023 \| St. Mary's Stadium-Kitende (Entebbe) \| Vipers \| 0 – 0 \| Horoya \| \| 18 de febrero de 2023 \| Estadio Nacional (Dar es-Salam) \| Simba \| 0 – 3 \| Raja Casablanca \| \| 25 de febrero de 2023 \| St. Mary's Stadium-Kitende (Entebbe) \| Vipers \| 0 – 1 \| Simba \| \| 25 de febrero de 2023 \| Estadio Mohammed V (Casablanca) \| Raja Casablanca \| 2 – 0 \| Horoya \| \| 7 de marzo de 2023 \| Estadio Nacional (Dar es-Salam) \| Simba \| 1 – 0 \| Vipers \| \| 7 de marzo de 2023 \| Estadio Général Lansana Conté (Conakri) \| Horoya \| 1 – 3 \| Raja Casablanca \| \| 18 de marzo de 2023 \| St. Mary's Stadium-Kitende (Entebbe) \| Vipers \| 1 – 1 \| Raja Casablanca \| \| 18 de marzo de 2023 \| Estadio Nacional (Dar es-Salam) \| Simba \| 7 – 0 \| Horoya \| \| 31 de marzo de 2023 \| Estadio Général Lansana Conté (Conakri) \| Horoya \| 2 – 0 \| Vipers \| \| 31 de marzo de 2023 \| Estadio Mohammed V (Casablanca) \| Raja Casablanca \| 3 – 1 \| Simba \| |                                         |                 |           |                 |
| Fecha | Estadio (Ciudad)                        | Local           | Resultado | Visitante       |
| 10 de febrero de 2023 | Estadio Mohammed V (Casablanca)         | Raja Casablanca | 5 – 0     | Vipers          |
| 11 de febrero de 2023 | Estadio Général Lansana Conté (Conakri) | Horoya          | 1 – 0     | Simba           |
| 18 de febrero de 2023 | St. Mary's Stadium-Kitende (Entebbe)    | Vipers          | 0 – 0     | Horoya          |
| 18 de febrero de 2023 | Estadio Nacional (Dar es-Salam)         | Simba           | 0 – 3     | Raja Casablanca |
| 25 de febrero de 2023 | St. Mary's Stadium-Kitende (Entebbe)    | Vipers          | 0 – 1     | Simba           |
| 25 de febrero de 2023 | Estadio Mohammed V (Casablanca)         | Raja Casablanca | 2 – 0     | Horoya          |
| 7 de marzo de 2023 | Estadio Nacional (Dar es-Salam)         | Simba           | 1 – 0     | Vipers          |
| 7 de marzo de 2023 | Estadio Général Lansana Conté (Conakri) | Horoya          | 1 – 3     | Raja Casablanca |
| 18 de marzo de 2023 | St. Mary's Stadium-Kitende (Entebbe)    | Vipers          | 1 – 1     | Raja Casablanca |
| 18 de marzo de 2023 | Estadio Nacional (Dar es-Salam)         | Simba           | 7 – 0     | Horoya          |
| 31 de marzo de 2023 | Estadio Général Lansana Conté (Conakri) | Horoya          | 2 – 0     | Vipers          |
| 31 de marzo de 2023 | Estadio Mohammed V (Casablanca)         | Raja Casablanca | 3 – 1     | Simba           |

### Grupo D
| Pos. | Equipo             | Pts. | PJ | G | E | P | GF | GC | Dif. | Clasificación    |     | ESP | BEL | ZAM | MER |
| ---- | ------------------ | ---- | -- | - | - | - | -- | -- | ---- | ---------------- | --- | --- | --- | --- | --- |
| 1    | Espérance de Tunis | 11   | 6  | 3 | 2 | 1 | 6  | 4  | +2   | Cuartos de final |     | —   | 0–0 | 2–0 | 1–0 |
| 2    | Belouizdad         | 10   | 6  | 3 | 1 | 2 | 4  | 2  | +2   | Cuartos de final |     | 0–1 | —   | 2–0 | 1–0 |
| 3    | Zamalek            | 7    | 6  | 2 | 1 | 3 | 7  | 9  | −2   |                  |     | 3–1 | 0–1 | —   | 4–3 |
| 4    | Al-Merreikh        | 5    | 6  | 1 | 2 | 3 | 5  | 7  | −2   |                  | 1–1 | 1–0 | 0–0 | —   |     |

 Fuente: CAF
| \| Fecha \| Estadio (Ciudad) \| Local \| Resultado \| Visitante \| \| --------------------- \| ------------------------------------------------- \| ------------------ \| --------- \| ------------------ \| \| 10 de febrero de 2023 \| Estadio Internacional (El Cairo) \| Zamalek \| 0 – 1 \| Belouizdad \| \| 11 de febrero de 2023 \| Estadio Olímpico (Radès) \| Espérance de Tunis \| 1 – 0 \| Al-Merreikh \| \| 17 de febrero de 2023 \| Estadio Mártires de Benina (Bengasi, Libia)[n. 4] \| Al-Merreikh \| 0 – 0 \| Zamalek \| \| 18 de febrero de 2023 \| Estadio Nelson Mandela (Argel) \| Belouizdad \| 0 – 1 \| Espérance de Tunis \| \| 24 de febrero de 2023 \| Estadio Mártires de Benina (Bengasi, Libia)[n. 4] \| Al-Merreikh \| 1 – 0 \| Belouizdad \| \| 25 de febrero de 2023 \| Estadio Olímpico (Radès) \| Espérance de Tunis \| 2 – 0 \| Zamalek \| \| 7 de marzo de 2023 \| Estadio Nelson Mandela (Argel) \| Belouizdad \| 1 – 0 \| Al-Merreikh \| \| 7 de marzo de 2023 \| Estadio Internacional (El Cairo) \| Zamalek \| 3 – 1 \| Espérance de Tunis \| \| 17 de marzo de 2023 \| Estadio Mártires de Benina (Bengasi, Libia)[n. 4] \| Al-Merreikh \| 1 – 1 \| Espérance de Tunis \| \| 17 de marzo de 2023 \| Estadio Nelson Mandela (Argel) \| Belouizdad \| 2 – 0 \| Zamalek \| \| 31 de marzo de 2023 \| Estadio Internacional (El Cairo) \| Zamalek \| 4 – 3 \| Al-Merreikh \| \| 1 de abril de 2023 \| Estadio Olímpico (Radès) \| Espérance de Tunis \| 0 – 0 \| Belouizdad \| |                                             |                    |           |                    |
| Fecha | Estadio (Ciudad)                            | Local              | Resultado | Visitante          |
| 10 de febrero de 2023 | Estadio Internacional (El Cairo)            | Zamalek            | 0 – 1     | Belouizdad         |
| 11 de febrero de 2023 | Estadio Olímpico (Radès)                    | Espérance de Tunis | 1 – 0     | Al-Merreikh        |
| 17 de febrero de 2023 | Estadio Mártires de Benina (Bengasi, Libia) | Al-Merreikh        | 0 – 0     | Zamalek            |
| 18 de febrero de 2023 | Estadio Nelson Mandela (Argel)              | Belouizdad         | 0 – 1     | Espérance de Tunis |
| 24 de febrero de 2023 | Estadio Mártires de Benina (Bengasi, Libia) | Al-Merreikh        | 1 – 0     | Belouizdad         |
| 25 de febrero de 2023 | Estadio Olímpico (Radès)                    | Espérance de Tunis | 2 – 0     | Zamalek            |
| 7 de marzo de 2023 | Estadio Nelson Mandela (Argel)              | Belouizdad         | 1 – 0     | Al-Merreikh        |
| 7 de marzo de 2023 | Estadio Internacional (El Cairo)            | Zamalek            | 3 – 1     | Espérance de Tunis |
| 17 de marzo de 2023 | Estadio Mártires de Benina (Bengasi, Libia) | Al-Merreikh        | 1 – 1     | Espérance de Tunis |
| 17 de marzo de 2023 | Estadio Nelson Mandela (Argel)              | Belouizdad         | 2 – 0     | Zamalek            |
| 31 de marzo de 2023 | Estadio Internacional (El Cairo)            | Zamalek            | 4 – 3     | Al-Merreikh        |
| 1 de abril de 2023 | Estadio Olímpico (Radès)                    | Espérance de Tunis | 0 – 0     | Belouizdad         |

## Fase final

### Equipos clasificados
| Grupo | Primeros           | Segundos   |
| ----- | ------------------ | ---------- |
| A     | Wydad Casablanca   | Kabylie    |
| B     | Mamelodi Sundowns  | Al-Ahly    |
| C     | Raja Casablanca    | Simba      |
| D     | Espérance de Tunis | Belouizdad |

### Cuadro de desarrollo
|  | Cuartos de final   | Cuartos de final | Cuartos de final      | Cuartos de final |   |                   | Semifinales | Semifinales | Semifinales | Semifinales |  |                  | Final | Final | Final | Final |  |
|  |                    |                  |                       |                  |   |                   |             |             |             |             |  |                  |       |       |       |       |  |
|  |                    |                  |                       |                  |   |                   |             |             |             |             |  |                  |       |       |       |       |  |
|  | Mamelodi Sundowns  | 4                | 2                     | 6                |   |                   |             |             |             |             |  |                  |       |       |       |       |  |
|  | Mamelodi Sundowns  | 4                | 2                     | 6                |   |                   |             |             |             |             |  |                  |       |       |       |       |  |
|  | Belouizdad         | 1                | 1                     | 2                |   |                   |             |             |             |             |  |                  |       |       |       |       |  |
|  | Belouizdad         | 1                | 1                     | 2                |   | Mamelodi Sundowns | 0           | 2           | 2           |             |  |                  |       |       |       |       |  |
|  |                    |                  |                       |                  |   | Mamelodi Sundowns | 0           | 2           | 2           |             |  |                  |       |       |       |       |  |
|  |                    |                  | Wydad Casablanca (v.) | 0                | 2 | 2                 |             |             |             |             |  |                  |       |       |       |       |  |
|  | Wydad Casablanca   | 0                | Wydad Casablanca (v.) | 0                | 2 | 2                 | 1           | 1 (4)       |             |             |  |                  |       |       |       |       |  |
|  | Wydad Casablanca   | 0                |                       |                  |   |                   |             |             |             |             |  |                  |       |       |       |       |  |
|  | Simba              | 1                | 0                     | 1 (3)            |   |                   |             |             |             |             |  |                  |       |       |       |       |  |
|  | Simba              | 1                | 0                     | 1 (3)            |   |                   |             |             |             |             |  | Wydad Casablanca | 1     | 1     | 2     |       |  |
|  |                    |                  |                       |                  |   |                   |             |             |             |             |  | Wydad Casablanca | 1     | 1     | 2     |       |  |
|  |                    |                  | Al-Ahly               | 2                | 1 | 3                 |             |             |             |             |  |                  |       |       |       |       |  |
|  | Raja Casablanca    | 0                | Al-Ahly               | 2                | 1 | 3                 | 0           | 0           |             |             |  |                  |       |       |       |       |  |
|  | Raja Casablanca    | 0                |                       |                  |   |                   |             |             |             |             |  |                  |       |       |       |       |  |
|  | Al-Ahly            | 2                | 0                     | 2                |   |                   |             |             |             |             |  |                  |       |       |       |       |  |
|  | Al-Ahly            | 2                | 0                     | 2                |   | Al-Ahly           | 3           | 1           | 4           |             |  |                  |       |       |       |       |  |
|  |                    |                  |                       |                  |   | Al-Ahly           | 3           | 1           | 4           |             |  |                  |       |       |       |       |  |
|  |                    |                  | Espérance de Tunis    | 0                | 0 | 0                 |             |             |             |             |  |                  |       |       |       |       |  |
|  | Espérance de Tunis | 1                | Espérance de Tunis    | 0                | 0 | 0                 | 1           | 2           |             |             |  |                  |       |       |       |       |  |
|  | Espérance de Tunis | 1                |                       |                  |   |                   |             |             |             |             |  |                  |       |       |       |       |  |
|  | Kabylie            | 0                | 1                     | 1                |   |                   |             |             |             |             |  |                  |       |       |       |       |  |
|  | Kabylie            | 0                | 1                     | 1                |   |                   |             |             |             |             |  |                  |       |       |       |       |  |
|  |                    |                  |                       |                  |   |                   |             |             |             |             |  |                  |       |       |       |       |  |

### Cuartos de final
Wydad Casablanca – Simba
| Ida; 22 de abril de 2023 | Simba     | 1:0 (1:0) | Wydad Casablanca | Estadio Nacional, Dar es-Salam                      |                                                     |
| 16:00 (UTC+3)            | Othos 30' | Reporte   |                  | Asistencia: 60 000 espectadores Árbitro(s): Issa Sy | Asistencia: 60 000 espectadores Árbitro(s): Issa Sy |

| Vuelta; 28 de abril de 2023 | Wydad Casablanca                          | 1:0 (1:0) (4:3 p.)(Global 1:1) | Simba                                          | Estadio Mohammed V, Casablanca                                    |                                                                   |
| 19:00 (UTC±0)               | Sambou 24'                                | Reporte                        |                                                | Asistencia: 55 800 espectadores Árbitro(s): Alhadi Allaou Mahamat | Asistencia: 55 800 espectadores Árbitro(s): Alhadi Allaou Mahamat |
|                             |                                           | Tiros desde el punto penal     |                                                |                                                                   |                                                                   |
|                             | Jabrane · El Amloud · Aboulfath · Haimoud |                                | Nyoni · Ntibazonkiza · Kapombe · Phiri · Chama |                                                                   |                                                                   |

- Wydad Casablanca clasifica a Semifinales tras ganar 4-3 en los tiros desde el punto penal, tras empatar en el resultado global 1-1.

Raja Casablanca – Al-Ahly
| Ida; 22 de abril de 2023 | Al-Ahly                      | 2:0 (1:0) | Raja Casablanca | Estadio Internacional, El Cairo                            |                                                            |
| 21:00 (UTC+2)            | Abdelmonem 45+2' · Fathy 84' | Reporte   |                 | Asistencia: 52 000 espectadores Árbitro(s): Mahmood Ismail | Asistencia: 52 000 espectadores Árbitro(s): Mahmood Ismail |

| Vuelta; 29 de abril de 2023 | Raja Casablanca | 0:0 (Global 0:2) | Al-Ahly | Estadio Mohammed V, Casablanca                            |                                                           |
| 19:00 (UTC±0)               |                 | Reporte          |         | Asistencia: 55 800 espectadores Árbitro(s): Ibrahim Mutaz | Asistencia: 55 800 espectadores Árbitro(s): Ibrahim Mutaz |

- Al-Ahly clasifica a Semifinales con un resultado global de 2-0.

Belouizdad – Mamelodi Sundowns
| Ida; 22 de abril de 2023 | Belouizdad   | 1:4 (1:2) | Mamelodi Sundowns                             | Estadio Nelson Mandela, Argel                            |                                                          |
| 20:00 (UTC+1)            | Rebiaï 45+3' | Reporte   | Shalulile 6', 51' · Maema 20' · Mailula 90+2' | Asistencia: 40 000 espectadores Árbitro(s): Peter Waweru | Asistencia: 40 000 espectadores Árbitro(s): Peter Waweru |

| Vuelta; 29 de abril de 2023 | Mamelodi Sundowns      | 2:1 (1:1) (Global 6:2) | Belouizdad  | Estadio Loftus Versfeld, Pretoria                          |                                                            |
| 14:00 (UTC+2)               | Zwane 45' · Morena 49' | Reporte                | Bouchar 24' | Asistencia: 10 000 espectadores Árbitro(s): Abdelaziz Bouh | Asistencia: 10 000 espectadores Árbitro(s): Abdelaziz Bouh |

- Mamelodi Sundowns clasifica a Semifinales con un resultado global de 6-2.

Espérance de Tunis – Kabylie
| Ida; 21 de abril de 2023 | Kabylie | 0:1 (0:0) | Espérance de Tunis | Estadio 5 de julio de 1962, Argel                     |                                                       |
| 22:00 (UTC+1)            |         | Reporte   | Ben Hammouda 54'   | Asistencia: 47 000 espectadores Árbitro(s): Amin Omar | Asistencia: 47 000 espectadores Árbitro(s): Amin Omar |

| Vuelta; 29 de abril de 2023 | Espérance de Tunis | 1:1 (0:0) (Global 2:1) | Kabylie    | Estadio Olímpico, Radès                                               |                                                                       |
| 20:00 (UTC+1)               | Ben Romdhane 49'   | Reporte                | Redjem 85' | Asistencia: 20 000 espectadores Árbitro(s): Jean Jacques Ndala Ngambo | Asistencia: 20 000 espectadores Árbitro(s): Jean Jacques Ndala Ngambo |

- Espérance de Tunis clasifica a Semifinales con un resultado global de 2-1.

### Semifinales
Al-Ahly – Espérance de Tunis
| Ida; 12 de mayo de 2023 | Espérance de Tunis | 0:3 (0:1) | Al-Ahly                   | Estadio Olímpico, Radès                             |                                                     |
| 20:00 (UTC+1)           |                    | Reporte   | Tau 8', 55' · Kahraba 75' | Asistencia: 0 espectadores Árbitro(s): Peter Waweru | Asistencia: 0 espectadores Árbitro(s): Peter Waweru |

| Vuelta; 19 de mayo de 2023 | Al-Ahly       | 1:0 (1:0) (Global 4:0) | Espérance de Tunis | Estadio Internacional, El Cairo                          |                                                          |
| 21:00 (UTC+2)              | El Shahat 22' | Reporte                |                    | Asistencia: 10 000 espectadores Árbitro(s): Dahane Beida | Asistencia: 10 000 espectadores Árbitro(s): Dahane Beida |

- Al-Ahly clasifica a la Final con un resultado global de 4-0.

Mamelodi Sundowns – Wydad Casablanca
| Ida; 13 de mayo de 2023 | Wydad Casablanca | 0:0     | Mamelodi Sundowns | Estadio Mohammed V, Casablanca                                |                                                               |
| 19:00 (UTC±0)           |                  | Reporte |                   | Asistencia: 39 000 espectadores Árbitro(s): Daniel Nii Laryea | Asistencia: 39 000 espectadores Árbitro(s): Daniel Nii Laryea |

| Vuelta; 20 de mayo de 2023 | Mamelodi Sundowns         | 2:2 (0:0) (Global 2:2) | Wydad Casablanca                 | Estadio Loftus Versfeld, Pretoria                          |                                                            |
| 15:00 (UTC+2)              | Zwane 50' · Shalulile 79' | Reporte                | El Amloud 72' · Mvala 83' (a.g.) | Asistencia: 50 000 espectadores Árbitro(s): Mahmood Ismail | Asistencia: 50 000 espectadores Árbitro(s): Mahmood Ismail |

- Wydad Casablanca clasifica a la Final gracias a la regla del gol de visitante, tras empatar en el resultado global 2-2.

### Final
Wydad Casablanca – Al-Ahly
| Ida; 4 de junio de 2023 | Al-Ahly                 | 2:1     | Wydad Casablanca | Estadio Internacional, El Cairo                           |                                                           |
| 21:00 (UTC+3)           | Tau 45+4' · Kahraba 59' | Reporte | Bouhra 86'       | Asistencia: 50,000 espectadores Árbitro(s): Ibrahim Mutaz | Asistencia: 50,000 espectadores Árbitro(s): Ibrahim Mutaz |

| Vuelta; 11 de junio de 2023 | Wydad Casablanca | 1:1 (Global 2:3) | Al-Ahly        | Estadio Mohammed V, Casablanca                                    |                                                                   |
| 20:00 (UTC+1)               | Allah 27'        | Reporte          | Abdelmonem 78' | Asistencia: 45,000 espectadores Árbitro(s): Bamlak Tessema Weyesa | Asistencia: 45,000 espectadores Árbitro(s): Bamlak Tessema Weyesa |

Ida
| 31         | POR        | Mostafa Shobeir    |     |
| 6          | DEF        | Yasser Ibrahim     |     |
| 21         | DEF        | Ali Maâloul        |     |
| 24         | DEF        | Mohamed Abdelmonem |     |
| 30         | DEF        | Mohamed Hany       |     |
| 8          | MED        | Hamdy Fathy        |     |
| 13         | MED        | Marwan Attia       |     |
| 15         | MED        | Aliou Dieng        |     |
| 7          | DEL        | Mahmoud Kahraba    | 87' |
| 14         | DEL        | Hussein El Shahat  | 87' |
| 23         | DEL        | Percy Tau          |     |
| Entrenador | Entrenador | Marcel Koller      |     |

| 32         | POR        | Youssef El Motie     |     |
| 14         | DEF        | Yahia Attiyat Allah  |     |
| 22         | DEF        | Ayoub El Amloud      |     |
| 25         | DEF        | Amine Farhane        |     |
| 35         | DEF        | Arsène Zola          |     |
| 5          | MED        | Yahya Jabrane        |     |
| 6          | MED        | Jalal Daoudi         |     |
| 8          | MED        | Reda Jaadi           |     |
| 7          | DEL        | Zouhair El Moutaraji | 82' |
| 10         | DEL        | Ayman El Hassouni    | 73' |
| 20         | DEL        | Bouly Sambou         |     |
| Entrenador | Entrenador | Sven Vandenbroeck    |     |

| 9  | MED | Ahmed Abdel Kader | 87' |
| 10 | DEL | Mohamed Sherif    | 87' |

| 11 | DEL | Mohamed Ounajem   | 73' |
| 30 | DEL | Saifeddine Bouhra | 82' |

| Anotado | 45+4' | Percy Tau       | 1-0 |
| Anotado | 59'   | Mahmoud Kahraba | 2-0 |

| Anotado | 86' | Saifeddine Bouhra | 2-1 |

| Amonestado | 90+4' | Mohamed Hany |

| Amonestado | 79' | Yahia Attiyat Allah |
| Amonestado | 42' | Ayoub El Amloud     |

| Árbitro             | Ibrahim Mutaz          |
| Árbitros asistentes | Attia Essa Amsaad      |
| Árbitros asistentes | Khalil Hassani         |
| Cuarto árbitro      | Alhadi Allaou Mahamat  |
| VAR                 | Haythem Guirat         |
| VAR                 | Mustapha Ghorbal       |
| VAR                 | Carine Atezambong Fomo |

| 31         | POR        | Mostafa Shobeir    |     |
| 6          | DEF        | Yasser Ibrahim     |     |
| 21         | DEF        | Ali Maâloul        |     |
| 24         | DEF        | Mohamed Abdelmonem |     |
| 30         | DEF        | Mohamed Hany       |     |
| 8          | MED        | Hamdy Fathy        |     |
| 13         | MED        | Marwan Attia       |     |
| 15         | MED        | Aliou Dieng        |     |
| 7          | DEL        | Mahmoud Kahraba    | 87' |
| 14         | DEL        | Hussein El Shahat  | 87' |
| 23         | DEL        | Percy Tau          |     |
| Entrenador | Entrenador | Marcel Koller      |     |

| 32         | POR        | Youssef El Motie     |     |
| 14         | DEF        | Yahia Attiyat Allah  |     |
| 22         | DEF        | Ayoub El Amloud      |     |
| 25         | DEF        | Amine Farhane        |     |
| 35         | DEF        | Arsène Zola          |     |
| 5          | MED        | Yahya Jabrane        |     |
| 6          | MED        | Jalal Daoudi         |     |
| 8          | MED        | Reda Jaadi           |     |
| 7          | DEL        | Zouhair El Moutaraji | 82' |
| 10         | DEL        | Ayman El Hassouni    | 73' |
| 20         | DEL        | Bouly Sambou         |     |
| Entrenador | Entrenador | Sven Vandenbroeck    |     |

| 9  | MED | Ahmed Abdel Kader | 87' |
| 10 | DEL | Mohamed Sherif    | 87' |

| 11 | DEL | Mohamed Ounajem   | 73' |
| 30 | DEL | Saifeddine Bouhra | 82' |

| Anotado | 45+4' | Percy Tau       | 1-0 |
| Anotado | 59'   | Mahmoud Kahraba | 2-0 |

| Anotado | 86' | Saifeddine Bouhra | 2-1 |

| Amonestado | 90+4' | Mohamed Hany |

| Amonestado | 79' | Yahia Attiyat Allah |
| Amonestado | 42' | Ayoub El Amloud     |

| Árbitro             | Ibrahim Mutaz          |
| Árbitros asistentes | Attia Essa Amsaad      |
| Árbitros asistentes | Khalil Hassani         |
| Cuarto árbitro      | Alhadi Allaou Mahamat  |
| VAR                 | Haythem Guirat         |
| VAR                 | Mustapha Ghorbal       |
| VAR                 | Carine Atezambong Fomo |

Vuelta
| 32         | POR        | Youssef El Motie    |     |
| 14         | DEF        | Yahia Attiyat Allah |     |
| 22         | DEF        | Ayoub El Amloud     |     |
| 25         | DEF        | Amine Farhane       |     |
| 35         | DEF        | Arsène Zola         |     |
| 5          | MED        | Yahya Jabrane       |     |
| 6          | MED        | Jalal Daoudi        |     |
| 10         | MED        | Ayman El Hassouni   | 80' |
| 11         | DEL        | Mohamed Ounajem     | 89' |
| 20         | DEL        | Bouly Sambou        |     |
| 30         | DEL        | Saifeddine Bouhra   | 86' |
| Entrenador | Entrenador | Sven Vandenbroeck   |     |

| 1          | POR        | Mohamed El Shenawy |     |
| 6          | DEF        | Yasser Ibrahim     |     |
| 21         | DEF        | Ali Maâloul        |     |
| 24         | DEF        | Mohamed Abdelmonem |     |
| 30         | DEF        | Mohamed Hany       |     |
| 8          | MED        | Hamdy Fathy        | 72' |
| 13         | MED        | Marwan Attia       | 59' |
| 15         | MED        | Aliou Dieng        |     |
| 7          | DEL        | Mahmoud Kahraba    | 72' |
| 14         | DEL        | Hussein El Shahat  | 59' |
| 23         | DEL        | Percy Tau          | 86' |
| Entrenador | Entrenador | Marcel Koller      |     |

| 7  | DEL | Zouhair El Moutaraji | 66' |
| 8  | MED | Reda Jaadi           | 80' |
| 33 | DEL | Hamid Ahadad         | 89' |

| 9  | MED | Ahmed Abdel Kader   | 59' |
| 19 | MED | Mohamed Magdy Afsha | 59' |
| 10 | DEL | Mohamed Sherif      | 72' |
| 17 | MED | Amr El Solia        | 72' |
| 17 | DEF | Ramy Rabia          | 86' |

| Anotado | 27' | Yahia Attiyat Allah | 1-0 |

| Anotado | 78' | Mohamed Abdelmonem | 1-1 |

| Amonestado | 45+6' | Saifeddine Bouhra |

| Amonestado | 36'    | Mahmoud Kahraba    |
| Amonestado | 41'    | Hussein El Shahat  |
| Amonestado | 50'    | Aliou Dieng        |
| Amonestado | 87'    | Ali Maâloul        |
| Amonestado | 90+7'  | Mohamed Hany       |
| Amonestado | 90+10' | Mohamed Abdelmonem |

| Árbitro             | Bamlak Tessema Weyesa     |
| Árbitros asistentes | Elvis Guy Noupue Nguegoue |
| Árbitros asistentes | Gilbert Cheruiyot         |
| Cuarto árbitro      | Pierre Atcho              |
| VAR                 | Peter Waweru              |
| VAR                 | Dahane Beida              |
| VAR                 | Diana Chikotesha          |

| 32         | POR        | Youssef El Motie    |     |
| 14         | DEF        | Yahia Attiyat Allah |     |
| 22         | DEF        | Ayoub El Amloud     |     |
| 25         | DEF        | Amine Farhane       |     |
| 35         | DEF        | Arsène Zola         |     |
| 5          | MED        | Yahya Jabrane       |     |
| 6          | MED        | Jalal Daoudi        |     |
| 10         | MED        | Ayman El Hassouni   | 80' |
| 11         | DEL        | Mohamed Ounajem     | 89' |
| 20         | DEL        | Bouly Sambou        |     |
| 30         | DEL        | Saifeddine Bouhra   | 86' |
| Entrenador | Entrenador | Sven Vandenbroeck   |     |

| 1          | POR        | Mohamed El Shenawy |     |
| 6          | DEF        | Yasser Ibrahim     |     |
| 21         | DEF        | Ali Maâloul        |     |
| 24         | DEF        | Mohamed Abdelmonem |     |
| 30         | DEF        | Mohamed Hany       |     |
| 8          | MED        | Hamdy Fathy        | 72' |
| 13         | MED        | Marwan Attia       | 59' |
| 15         | MED        | Aliou Dieng        |     |
| 7          | DEL        | Mahmoud Kahraba    | 72' |
| 14         | DEL        | Hussein El Shahat  | 59' |
| 23         | DEL        | Percy Tau          | 86' |
| Entrenador | Entrenador | Marcel Koller      |     |

| 7  | DEL | Zouhair El Moutaraji | 66' |
| 8  | MED | Reda Jaadi           | 80' |
| 33 | DEL | Hamid Ahadad         | 89' |

| 9  | MED | Ahmed Abdel Kader   | 59' |
| 19 | MED | Mohamed Magdy Afsha | 59' |
| 10 | DEL | Mohamed Sherif      | 72' |
| 17 | MED | Amr El Solia        | 72' |
| 17 | DEF | Ramy Rabia          | 86' |

| Anotado | 27' | Yahia Attiyat Allah | 1-0 |

| Anotado | 78' | Mohamed Abdelmonem | 1-1 |

| Amonestado | 45+6' | Saifeddine Bouhra |

| Amonestado | 36'    | Mahmoud Kahraba    |
| Amonestado | 41'    | Hussein El Shahat  |
| Amonestado | 50'    | Aliou Dieng        |
| Amonestado | 87'    | Ali Maâloul        |
| Amonestado | 90+7'  | Mohamed Hany       |
| Amonestado | 90+10' | Mohamed Abdelmonem |

| Árbitro             | Bamlak Tessema Weyesa     |
| Árbitros asistentes | Elvis Guy Noupue Nguegoue |
| Árbitros asistentes | Gilbert Cheruiyot         |
| Cuarto árbitro      | Pierre Atcho              |
| VAR                 | Peter Waweru              |
| VAR                 | Dahane Beida              |
| VAR                 | Diana Chikotesha          |

|                             |
| Bandera de Egipto           |
| Campeón Al-Ahly 11.º título |